# Cartercar
 (signalé en mai 2025).
Si vous disposez d'ouvrages ou d'articles de référence ou si vous connaissez des sites web de qualité traitant du thème abordé ici, merci de compléter l'article en donnant les références utiles à sa vérifiabilité et en les liant à la section « Notes et références ».
- Archive Wikiwix
- Bing
- Cairn
- DuckDuckGo
- E. Universalis
- Gallica
- Google
- G. Books
- G. News
- G. Scholar
- Persée
- Qwant
- (zh) Baidu
- (ru) Yandex
- (wd) trouver des œuvres sur Wikidata

Cartercar est le nom d'un constructeur automobile américain créé en 1905 et disparu en 1915.
Le constructeur appartenait au groupe General Motors.

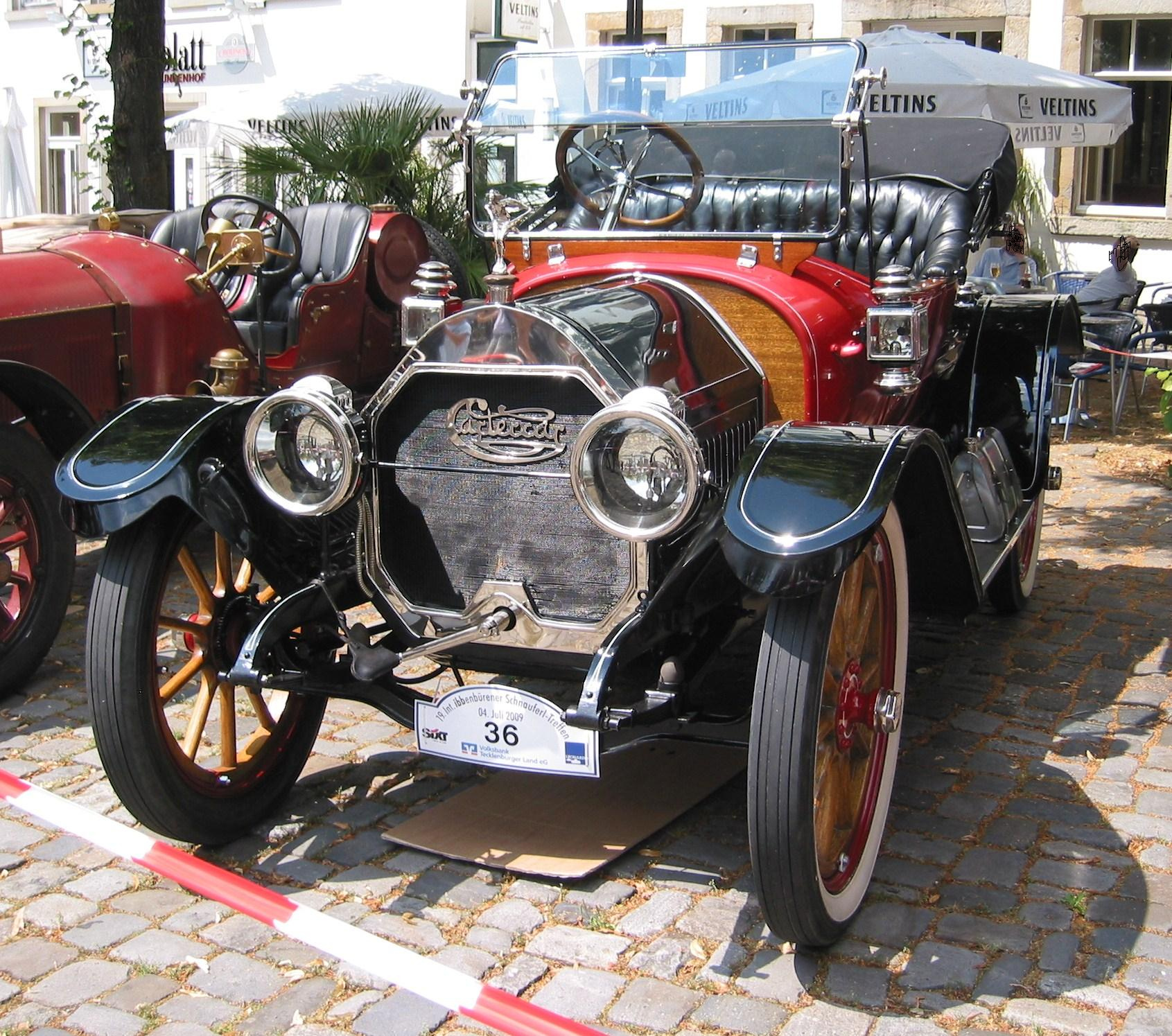
Cartercar 1912

## Liste des modèles
| Modèle   | Année     | Cylindrée | Puissance       | Empattement    |
| -------- | --------- | --------- | --------------- | -------------- |
| A        | 1905      | 1         | 6,5 ch (4,8 kW) | 1.905 mm       |
| B        | 1905      | 1         | 7,5 ch (5,5 kW) | 1.905 mm       |
| C        | 1905      | 2         | 10 ch (7,4 kW)  | 1.981 mm       |
| 20 ch    | 1906      | 2         | 20 ch (14,7 kW) | 2.388 mm       |
| 22/24 ch | 1907      | 2         | 24 ch (17,7 kW) | 2.388 mm       |
| 25 ch    | 1908      | 2         | 25 ch (18,4 kW) | 2.438 mm       |
| H        | 1909      | 2         | 20 ch (14,7 kW) | 2.540 mm       |
| G / K    | 1909      | 2         | 24 ch (17,7 kW) | 2.616 mm       |
| H        | 1910      | 4         | 25 ch (18,4 kW) | 2.540 mm       |
| L        | 1910–1911 | 4         | 35 ch (26 kW)   | 2.540–2.794 mm |
| H        | 1911–1912 | 4         | 30 ch (22 kW)   | 2.591 mm       |
| M        | 1911      | 4         | 40 ch (29 kW)   | 3.048 mm       |
| R        | 1912      | 4         | 40 ch (29 kW)   | 2.845 mm       |
| S        | 1912      | 4         | 45 ch (33 kW)   | 3.099 mm       |
| 5        | 1913–1914 | 4         | 40 ch (29 kW)   | 2.946 mm       |
| 7 / 9    | 1914–1915 | 4         | 31 ch (23 kW)   | 2.692 mm       |